# Čedahuči
Čedahuči je slovenska glasbena skupina, ki ustvarja glasbo na presečišču indie folka, kantavtorske glasbe in akustičnega rocka. Skupina je znana po liričnih besedilih in intimnem zvoku z večinoma akustičnimi aranžmaji. Uradno je bila ustanovljena leta 2013, ko je izšel njihov prvi predstavitveni EP z naslovom Čedahuči Ep. Od takrat so izdali več albumov in nastopili na pomembnih slovenskih odrih. Med njihove najbolj prepoznavne izdaje sodijo EP Čedahuči Ep (2013), album Severnica - Zgodbe o odhajanju (2014) in album Izštekani - Čedahuči (2021). V zadnjem času je bil njihov najodmevnejši koncert v Kinu Šiška, decembra 2023, z naslovom 1o let na poti.
Zasedba se je od začetka že večkrat spremenila. Trenutno (2025) jo sestavljajo:
- Blaž Učakar – glas, kitare, klaviature
- Romana Prosenc – glas in perkusije
- Matej Naglič – električna kitara, banjo, glas
- Aljaž Hrastar – bas in glas
- Anže Žurbi – bobni

### Zgodovina
Z glasbenim projektom Čedahuči sta v drugi polovici leta 2012 začela Blaž Učakar in Matjaž Jakin in prvih nekaj mesecev je zasedba nastopala brez uradnega imena. Ime Čedahuči pa so si nadeli tik pred izdajo debitantskega EP-ja, ki je izšel aprila 2013 in se pogosto šteje za uradni začetek njihovega delovanja. Prvi EP so posneli v studiu Gala Gjurina v Ljubljani, ki je ob njihovih začetkih deloval kot založnik in glasbeni mentor. 

### Diskografija
| Leto | Naslov               | Format          | Opombe                                      |
| ---- | -------------------- | --------------- | ------------------------------------------- |
| 2013 | Čedahuči Ep          | EP              | Podnaslov: Prvi spust – prvenec skupine     |
| 2014 | Severnica            | Album           | Podnaslov: Zgodbe o odhajanju               |
| 2018 | Svetilnik            | Album           | Podnaslov: Pesmi o svetlobi                 |
| 2021 | Izštekani – Čedahuči | Koncertni album | V živo posneto v oddaji Izštekani (Val 202) |

## Albumi:
- 2013: Čedahuči Ep (EP)

| Čedahuči Ep | Čedahuči Ep |
| Skladbe | Zasedba |
| --- | --- |
| 1. Geronimo 2. Čas pride in gre 3. Pismo (s Sigurðurjem Guðmundssonom) 4. Če hočeš, grem 5. Listje pada z mano na tla (z Galom Gjurinom) | - Blaž Učakar (glas, kitara, klavir, rhodes, harmonika, bas kitara) - Matjaž Jakin (glas, kitara, bobni) - Tina Javornik (glas) - Andrej Ilar (harmonika) - Ivan Zuliani (bobni in tolkala) - Žan Jurca (perkusije) |

- 2014: Severnica – zgodbe o odhajanju

| Severnica – zgodbe o odhajanju | Severnica – zgodbe o odhajanju |
| Skladbe | Zasedba |
| --- | --- |
| 1. Js in ti 2. Med hrupom in tišino 3. Glejva navzgor 4. Severnica 5. Ljubo doma 6. Sveča na oknu 7. Ko drviš čez poljane 8. Vem, da že spiš 9. Je mimo leto 10. Tišina | - Blaž Učakar (glas, kitara, klavir, rhodes, harmonika, bas kitara) - Matjaž Jakin (glas, kitara, bobni) - Romana Prosenc (glas) - Andrej Ilar (harmonika) - Ivan Zuliani (bobni in tolkala) - Žan Jurca (perkusije) |

- 2018: Svetilnik - pesmi o Svetlobi

| Svetilnik – pesmi o Svetlobi | Svetilnik – pesmi o Svetlobi |
| Skladbe | Zasedba |
| --- | --- |
| 1. Kamor zapiha, kamor me da 2. Kako zveni tvoj dan? 3. Svetilnik-I 4. Moj odmev 5. Prazen list 6. Lahko sem srce in lahko sem kvadrat 7. Zavese 8. Hči Lune 9. Sončni zahod 10. Simple song | - Blaž Učakar (glas, akustična in električna kitara, klaviature) - Matjaž Jakin (glas, , akustična in električna kitara, banjo) - Romana Prosenc (glas) - Danijel Bogataj (violina, električna kitara, glas) - Miha Lampe (bas kitara in kontrabas) - Jure Maček (bobni in tolkala) - Miha Nagode (klarinet) - Nace Kogej (saksofon) |